# Inégalité d'Olech-Opial
En mathématiques, l'inégalité d'Olech-Opial, connue aussi sous le nom d'inégalité d'Opial ou inégalité d'Olech-Opial-Beesack ou inégalité d'Olech-Opial-Levinson, se rencontre dans l'étude des problèmes aux limites en calcul différentiel. Elle porte le nom du mathématicien polonais Czesław Olech.

## Énoncé
L'inégalité d'Olech-Opial s'énonce ainsi:
Inégalité d'Olech-Opial — Si {\displaystyle f\in {\mathcal {C}}^{1}([0,a])} où a>0 et tel que {\displaystyle f(0)=0} alors :
{\displaystyle \int _{0}^{a}\left|f(x)f'(x)\right|\,\mathrm {d} x\leqslant {\frac {a}{2}}\int _{0}^{a}f'(x)^{2}\,\mathrm {d} x.}
La borne {\displaystyle {\frac {a}{2}}} est optimale et atteinte pour f affine.

### Démonstration
On donnera la démonstration de Mallows, plus courte que les originales.
On pose {\displaystyle g(x)=\int _{0}^{x}|f'(t)|\mathrm {d} t}, de sorte que {\displaystyle \forall x\in [0,a],|f(x)|\leqslant g(x)}. Ainsi :
{\displaystyle \int _{0}^{a}\left|f(x)f'(x)\right|\,\mathrm {d} x\leqslant \int _{0}^{a}g(x)g'(x)\,\mathrm {d} x={\frac {g(a)^{2}}{2}}.}
Or, l'inégalité de Cauchy-Schwarz donne :
{\displaystyle g(a)^{2}=\left(\int _{0}^{a}|f'(t)|\mathrm {d} t\right)^{2}=\left(\int _{0}^{a}1\times |f'(t)|\mathrm {d} t\right)^{2}\leqslant \int _{0}^{a}\mathrm {d} t\times \int _{0}^{a}|f'(t)|^{2}\mathrm {d} t=a\int _{0}^{a}|f'(t)|^{2}\mathrm {d} t.}
ce qui permet de conclure.

## Historique
Opial prouve l'inégalité en 1960 et Olech montre qu'elle reste valide dans des conditions plus faibles (pour f' non plus continue mais seulement de carré Lebesgue-intégrable,). Beesack et Levinson sont parmi les premiers à donner des démonstrations plus simples de l'inégalité, ce dernier étendant le résultat aux fonctions à valeurs complexes.

## Applications
L'inégalité d'Olech-Opial et ses variantes sont utilisées dans l'études des solutions d'équations intégro-différentielles et de problèmes aux limites.